# Йохан II фон Марк-Аренберг
Йохан II фон Марк-Аренберг или Жан II де ла Марк (на немски: Johann II von der Marck-Arenberg, на френски: Jean II de La Marck; * ноември 1410; † 8 февруари 1470 или сл. 1480) от рода Ламарк, е господар на Аремберг (1454 – 1480) и на Седан, Мирмарт, Егремон.

## Произход
Той е син на граф Еберхард II фон Марк-Аренберг († 1454) и първата му съпруга Мари от Седан († 1415). Брат е на Елизабет († 1474), омъжена за граф Георг I фон Сайн-Витгенщайн († 1472), и на Якоб († 1444), бургграф в Пикардия.

## Фамилия
Йохан се жени 1443 г. за графиня Анна фон Вирнебург († 1480), дъщеря на граф Рупрехт IV фон Вирнебург († 1444) и втората му съпруга Агнес фон Солмс († 1420). Те имат децата:
- Еберхард III († 1496), господар na Аренберг
- Роберт I († 1489), господар на Седан
- Йохан († 1480), каноник в Маастрихт
- Вилхелм I († 1483 екзекутиран), управител на Лиеж
- Адолф († 1485)
- Лудвиг († сл. 1460)
- Аполония († 1540), омъжена I: 1472 за Дирк ван Палант, господар на Кинцвайлер, Вилденбург и Витем († 1481); II: ок. 1485 за Еркингер II фон Зайнсхайм, господар на Шварценберг († 1518)